# Lars Andersen Hækkerup
Lars Andersen Hækkerup (16. juli 1819 i Hæggerup, Tybjerg Sogn – 25. februar 1903 i Vetterslev) var en dansk politiker.
Han fødtes i landsbyen Hæggerup nær ved Ringsted som søn af Anders Christensen (1788-1851) og Berthe Larsdatter (1785-1870). Faderen bosatte sig 1820 i Vetterslev, hvor han drev et lille landbrug, men især ernærede sig som musiker. Her købte Hækkerup 1842 en lille gård og blev senere som følge af giftermål også ejer af naboejendommen. Han gav sig tidlig af med biavl (siden 1840) og drev senere mjødbrygning og dyrkning af havesager i større omfang; skrev 1845 en lille anvisning til biers behandling. 1845-49 var han medlem af og 1846-48 formand for sogneforstanderskabet. Allerede 1846 sluttede Hækkerup sig til Bondevennerne, skrev 1848 et par politiske flyveskrifter og valgtes samme år til den grundlovgivende Rigsforsamling samt 1849 til Folketinget, valgt i Ringstedkredsen, siden Næstvedkredsen. Desuden havde han 1849 sæde i den store landbokommission som den eneste bonde ved siden af Ole Kirk. Lars Hækkerup var parcellist og blev dermed den første husmand i Folketinget.
Senere skiltes Hækkerup fra sine tidligere partifæller. Han var især lærling af Asmund Gleerup, og han blev som denne en af de "ærlige Bondevenner", der viste selvstændighed over for førerne og hældede til de nationalliberale. 1852 blev han kraftigt kritiseret i Almuevennen og forsvarede sig i Næstved Avis, og ved folketingsvalget samme år stillede han ikke op til genvalg. Han var i stedet 1864-66 medlem af Rigsrådets Landsting, hvor han stemte for den gennemsete Grundlov. Under forfatningskampen støttede han Højre.
Hækkerup brugtes siden 1851 som voldgiftsmand i en mængde sager om hoveri- og jagtretsafløsning, valgtes 1852 af Folketinget til taksationskommissær ved salget af Universitetets og Sorø Akademis fæstegods og var 1868-72 medlem af ekspropriationskommissionerne ved jernbaneanlæg på Sjælland og Falster. Han blev Dannebrogsmand 1859.
Hækkerup ægtede første gang 2. september 1843 i Vetterslev Kirsten Nielsdatter (30. november 1822 i Vetterslev – 8. december 1868 sst.), datter af husmand Niels Johansen (ca. 1786-1867) og Berthe Nielsdatter (1796-1875). Anden gang ægtede han 16. juni 1873 i Sankt Johannes Kirke i København Maren Kirstine Pedersdatter (7. maj 1846 i Herlufmagle – 4. august 1917 i Vetterslev), datter af husmand Peder Nielsen (1805-1870) og Karen Villumsdatter (1812-1877).
Han døde 25. februar 1903 og er begravet på Vetterslev Kirkegård. Hans bror Hans Andersen (Hækkerup) var farfar til Hans Kristen Hækkerup.